# 松平近訓
松平 近訓（まつだいら ちかくに）は、江戸時代後期の大名。豊後国府内藩の第8代藩主。官位は従五位下・左衛門尉。親清流大給松平家12代。

## 経歴
寛政11年（1799年）3月6日、第6代藩主・松平近儔の次男として誕生した。文化4年（1807年）に叔父の第7代藩主・近義が死去し、その養子として家督を継ぐ。12月13日には従五位下、左衛門尉に叙位・任官した。
藩政においては隠居していた父・近儔と共同して行なうが、文化8年（1811年）の百姓一揆、文政元年（1818年）の銀札崩れなどで藩政は多難を極めた。このため、藩財政再建を目指して藩政改革を行なおうとしたが、その方針をめぐって父と対立し、天保2年（1831年）2月24日に父の命令で養子の近信に家督を譲って隠居することとなった。
天保11年（1840年）に父が死去すると藩政の実権を掌握し、近信や第10代藩主の近説の時代、嘉永5年（1852年）3月20日に死去するまで藩政を取り仕切った。享年54。
近信が死去して養子問題が起こった際、近訓は藩の混乱を抑えるために帰国しようとしたが、藩財政が既に破綻寸前だったために旅費を調達できなかった。そのため、江戸石原にある屋敷を売却して旅費を工面するほどであったという。これは、当時の府内藩の藩財政の内情を示す逸話である。

## 系譜
父母
- 松平近儔（実父）
- 松平乗佑の娘（実母）
- 松平近義（養父）

正室
- 石川総師の娘

子女
- 増沢近篤（長男）

養子、養女
- 松平近信 ー 前田利幹の次男
- 松平近信室 ー 松平近儔の娘